# فهرست ترجمه‌های قرآن

## فارسی
| ترجمه قرآن                                                                           | تاریخ چاپ         |
| ------------------------------------------------------------------------------------ | ----------------- |
| ترجمه سوره فاتحه به دست سلمان فارسی                                                  | ۶۰۰ تا ۹۰۰ میلادی |
| ترجمه تفسیر طبری به دست علما و فقهای ما وراء النّهر در زمان سلطنت منصور بن نوح سامانی | قرن ۱۰ میلادی     |
| قرآن قدس                                                                             | قرن ۱۱ میلادی     |
| کشف‌الاسرار و عدةالابرار به دست ابوالفضل رشید الدین میبدی                             | قرن ۱۱ میلادی     |
| تفسیر نسفی به دست عمر نسفی                                                           | قرن ۱۲ میلادی     |
| فتح‌الرحمان به دست شاه ولی‌الله دهلوی                                                  | قرن ۱۸ میلادی     |
| قرآن کریم توسط الهی قمشه‌ای                                                           | ۱۳۲۳              |

## انگلیسی
- فهرست ترجمه‌های کامل قرآن به زبان انگلیسی:

| ردیف | مترجم قرآن                           | نام کامل                         | عنوان ترجمه                       | عنوان کامل ترجمه                                             | توضیحات | تاریخ و محل چاپ                                                             |
| ---- | ------------------------------------ | -------------------------------- | --------------------------------- | ------------------------------------------------------------ | --- | --------------------------------------------------------------------------- |
| ۱    | آرتور جان آربری                      | Arthor John Arberry              | قرآن مترجم                        | The Koran interpreted                                        | فاقد یادداشت‌های توضیحی ولی دارای مقدمه راجع به اهمیت سبک قرآن                                                                                                 | چاپ‌ها متعدد در تاریخ‌ها مختلف                                                |
| ۲    | ابوشبابه                             |                                  | قرآن کریم                         |                                                              | همراه متن عربی و تفسیر کوتاه به عنوان «المنتخب» | قاهره، ۱۹۹۳                                                                 |
| ۳    | میرزا ابوالفضل                       |                                  | قرآن کریم                         | The Quran                                                    | ترجمه از عربی به انگلیسی با متن و حواشی مختصر |                                                                             |
| ۴    | اثر حسین                             |                                  | پیام قرآن                         | The Message of Quran                                         | | لاهور، بنیاد کتاب اسلامی، ۱۹۷۴                                              |
| ۵    | میر احمد علی                         |                                  | قرآن مجید                         | The Holy Quran                                               | ترجمه و تفسیر به زبان انگلیسی، با متن عربی و حواشی حاجی میرزا مهدی پویای یزدی                                                                                 | کراچی، ۱۹۹۶                                                                 |
| ۶    | تامس بالانتین اروینگ (حاج تعلیم علی) | T. B. Arving                     | قرآن کریم                         |                                                              | بدون متن و یاداشت‌های توضیحی | ورمانت، ۱۹۸۵ و با تجدید نظر و بهسازی مترجم: تهران، دفتر پژوهش و نشر سهروردی |
| ۷    | محمد فاروق اعظم ملک                  |                                  | ترجمه معانی قرآن کریم (هدی للنّاس) |                                                              | همراه با تقریظی از دانشگاه الازهر (قاهره) و دانشگاه بین‌المللی اسلامی پاکستان، فهرست تفصیلی محتوای سوره‌ها، معرفی تقسیم‌بندی‌ها قرآن و واژه‌نامه اصطلاحات قرآنی و… |                                                                             |
| ۸    | احمد شیخ انیس                        |                                  | جمال قرآن                         | Jamal-ul-Qur`an                                              | ترجمه به زبان انگلیسی از روی ترجمه اردوی پیر محمد شاه ازهری، با مقدمه مفصل پیر محمد و…                                                                        | لاهور و کراچی (پاکستان) انتشارات ضیاءقرآن، ۲۰۰۰                             |
| ۹    | علی اوزک و دیگران                    |                                  | قرآن کریم                         |                                                              | همراه متن عربی و مطالب توضیحی مختصر | استانبول، ۱۹۹۴                                                              |
| ۱۰   | ا. رحمن ای دوی                       |                                  | قرآن کریم                         |                                                              | همراه متن عربی، ترجمه و تلفظ به زبان انگلیسی | آمریکا، ۱۹۸۰                                                                |
| ۱۱   | اکبر ایران‌پناه                       |                                  | قرآن انگلیسی                      |                                                              | تلفظ با الفبای لاتین، ترجمه به زبان انگلیسی | تهران، ۱۳۶۲                                                                 |
| ۱۲   | ویلیام بدول                          | William Bedwell                  | قرآن کریم                         |                                                              | ترجمه به زبان انگلیسی | فاقد مشخصات چاپ                                                             |
| ۱۳   | ریچارد بل                            | Richard Bell                     | قرآن، همراه با آرایش مجدد سوره‌ها  |                                                              | ترجمه به زبان انگلیسی | ادینبورگ (اسکاتلند) ۱۹۳۷ و ۱۹۳۹ و با تجدید نظر مونتگمری وات ۱۹۷۰            |
| ۱۴   | ادوارد هنری پالمر (پامر)             | E. H. Palmer                     | قرآن مجید                         | The Qur`an                                                   | ترجمه به زبان انگلیسی، با ویرایش ماکس مولر | چاپ‌های متعدد در تاریخ‌ها و جاهای مختلف                                       |
| ۱۵   | اس.ال. پول                           | S. L. Pool                       | قرآن کریم                         |                                                              | ترجمه انگلیسی جورج سیل، با مقدمه پول | لندن، ۱۸۷۹                                                                  |
| ۱۶   | ویلیام پیکتال (محمد مارمادوک)        | W. Pikthall (Mohammad Marmaduke) | معنی قرآن مجید                    | The Meaning of the Glorious Koran                            | | چاپهای متعدد در تاریخ‌ها و جاهای مختلف (چاپ اول، لندن، ۱۹۲۸)                 |
| ۱۷   | کولین ترنر                           |                                  | قرآن کریم                         |                                                              | ترجمه به زبان انگلیسی از روی ترجمه فارسی محمدباقر بهبودی | انگلستان، ۱۹۹۷                                                              |
| ۱۸   | ر. تیلور                             |                                  | قرآن کریم                         |                                                              | ترجمه به زبان انگلیسی از روی ترجمه فرانسوی آندره دوریه | ۱۶۸۸                                                                        |
| ۱۹   | علی احمدخان جالندهری                 |                                  | ترجمه قرآن کریم                   | Translation of the Glorious Holy Quran                       | ترجمه و تفسیر به زبان انگلیسی | لاهور، بعثه جهانی اسلامی، ۱۹۶۲، ۱۹۶۳، ۱۹۷۸                                  |
| ۲۰   | لعل‌محمد چولا                         |                                  | قرآن کریم                         |                                                              | ترجمه به زبان انگلیسی | دمشق، دالفکر، ۱۹۶۶                                                          |
| ۲۱   | محمدعلی حبیب                         |                                  | قرآن مجید                         | The Holy Quran                                               | ترجمه به زبان انگلیسی با متن عربی، یاداشت‌های پاورقی از ح.م. شاکر،                                                                                             | کراچی، تاج                                                                  |
| ۲۲   | میرزا حیرت دهلوی                     |                                  | قرآن کریم                         | The Holy Quran                                               | ترجمه جمعی از شرق‌شناسان. ویراسته میرزا حیرت دهلوی | دهلی، ۱۹۱۲                                                                  |
| ۲۳   | م.م. خطیب                            |                                  | قرآن مجید، ترجمه معانی و تفسیر    |                                                              | شامل مقدمه‌ای دربارهٔ اسلام و سیره نبوی و یادداشت‌های توضیحی | لندن، ۱۹۸۶                                                                  |
| ۲۴   | ان. اچ. داوود                        | N. H. Dawood                     | قرآن مجید                         | The Koran                                                    | ترجمه به انگلیسی | چاپ‌های متعدد در لند و بالتیمور در زمان‌های مختلف                             |
| ۲۵   | عبدالماجد (عبدالمجید) دریابادی       |                                  | قرآن کریم                         |                                                              | ترجمه به زبان انگلیسی همراه تفسیر | لاهور، ۱۹۴۱–۱۹۵۷ (۴بار به چاپ رسیده)                                        |
| ۲۶   | جان میدوز رادول                      | John Meadows Rodwell             | قرآن مجید                         | The Koran                                                    | ترجمه عربی به انگلیسی، ترتیب سوره‌ها بر حسب نزول، با یادداشت‌ها و فهرست                                                                                         | بارها چاپ در لندن و نیویورک در تاریخ‌های مختلف                               |
| ۲۷   | الکساندر راس                         | Alexsonder Ross                  | قرآن محمد                         | The Alcoran of Mahomet                                       | ترجمه به انگلیسی از روی ترجمه فرانسوی آندره دوریه با مقدمه‌ای در سیرت پیامبر اسلام و مطالبی راجع به قرائت قرآن                                                 | چاپ‌های متعدد در زمان‌های مختلف در آمریکا و انگلستان                          |
| ۲۸   | رشید سعید کساب                       |                                  | قرآن کریم                         |                                                              | همراه متن عربی و پاورقی توضیحی در بیشتر صفحات | اردن ۱۹۹۴                                                                   |
| ۲۹   | سیدمحمد رضوی                         |                                  | قرآن کریم                         |                                                              | بدون متن عربی به زبان انگلیسی | کانادا، ۱۹۸۵                                                                |
| ۳۰   | سموئیل زویمر                         | Samuel Zwemer                    | قرآن کریم                         |                                                              | ترجمه آیات انگلیسی | ۱۹۱۵                                                                        |
| ۳۱   | میکائیل سلز                          | Michael Sells                    | رهیافتی به آیات نازل شده قرآن     | Approaching The Quran: the Early Revelations                 | | آرگون (کانادا)، White Could Press، ۱۹۹۹                                     |
| ۳۲   | ام.اچ. سلی‌کیو                        | M. H. Slykiv                     |                                   | The Holy Quran Arabic Text and English Translation Footnotes | |                                                                             |
| ۳۳   | س.م. عبدالحمید                       |                                  | قرآن الهی                         | The Divin Quran                                              | ترجمه به زبان انگلیسی با متن عربی و یاداشت‌های کوتاه توضیحی | داکا، انجمن تبلیغ اسلامی، ۱۹۶۲–۱۹۶۸                                         |
| ۳۴   | جورج سیل                             | George Sale                      | قرآن مجید                         | The Holy Quran                                               | با دستور ویژه و تجدید نظر و مقایسه با ترجمه‌های گذشته | چاپ‌های متعدد در تاریخ‌های مختلف و جاهای مختلف                                |
| ۳۵   | محمد شاکر                            | Mohammad S. (H.) Shakir          | قرآن مجید                         | The Glorious Qur`an                                          | ترجمه به زبان انگلیسی با اقتباس از ترجمه انگلیسی محمدعلی لاهوری                                                                                               | نیویورک ۱۹۸۲، قم ۱۳۸۰/۲۰۰۱                                                  |
| ۳۶   | شاه فریدالحق                         |                                  | قرآن کریم                         |                                                              | ترجمه به انگلیسی از روی ترجمه اردوی رضاخان بریلوی (کنزالایمان)                                                                                                | بمبئی، ۱۹۸۸                                                                 |
| ۳۷   | شیر علی                              |                                  | قرآن مجید                         | The Holy Qur`an                                              | ترجمه به زبان انگلیسی با متن عربی، به اهتمام میرزا بشیرالدین محمود احمد                                                                                       | چاپ‌های متعدد در زمان‌های مختلف در هند و پاکستان                              |
| ۳۸   | سیدعباس صدرعاملی                     |                                  | قرآن کریم                         |                                                              | ترجمه و تفسیر به زبان انگلیسی | اصفهان، ۱۹۹۴                                                                |
| ۳۹   | صلاح‌الدین پیر                        |                                  | قرآن شگفت‌انگیز                    | The Wonderful Koran                                          | | امین‌آباد (پنجاب پاکستان)، ۱۹۶۰–۱۹۷۱                                         |
| ۴۰   | محمد ضفرالله‌خان                      |                                  | قرآن مجید                         | The Qur`an                                                   | ترجمه به زبان انگلیسی | چاپ‌های مختلف در لندن و نیویورک                                              |
| ۴۱   | عبدالطیف                             |                                  | القرآن                            | Al-Qur`an                                                    | ترجمه به زبان انگلیسی از روی تفسیر اردوی ابوالکلام آزاد | حیدرآباد، آکادمی مطالعات اسلامی، ۱۹۶۹                                       |
| ۴۲   | عبدالله یوسف‌علی                      |                                  | قرآن جلیل                         | The Glorious Qur`an                                          | ترجمه به زبان انگلیسی | چاپ‌های متعدد در تاریخ‌ها و جاهای مختلف                                       |
| ۴۳   | لاله مهری بختیار                     | Laleh Mehree Bakhtiar            | قرآن برین                         | The Sublime Quran                                            | | ۲۰۰۷، آمریکا                                                                |
| ۴۴   | طاهره صفارزاده                       | Tahehreh Saffarzadeh             | قرآن حکیم                         |                                                              | همراه متن عربی و ترجمه به زبان فارسی | ۱۳۸۰، تهران                                                                 |

## آلمانی
- ترجمه قرآن به زبان آلمانی:

| ردیف | مترجم قرآن           | محل چاپ   | تاریخ چاپ |
| ---- | -------------------- | --------- | --------- |
| ۱    | سالومون شوایگر       | نورنبرگ   | ۱۶۱۶      |
| ۲    | تئودور آرنولد        | لمکو      | ۱۷۴۶      |
| ۳    | داوید فردریش مگرلین  | فرانکفورت | ۱۷۷۲      |
| ۴    | فردریش ابرهارد بویزن | هاله      | ۱۷۷۳      |
| ۵    | واهل                 | هاله      | ۱۸۲۸      |
| ۶    | لودیک اولمان         | کرفلد     | ۱۸۴۰      |
| ۷    | گوستاو فلوگل         |           | ۱۸۴۱      |
| ۸    | فردریش روگرت         | فرانکفورت | ۱۸۸۸      |
| ۹    | تئودور گریگول        | هاله      | ۱۹۰۱      |
| ۱۰   | ماکس هنینگ           | لایپزیک   | ۱۹۶۰      |
| ۱۱   | اریش بشهوف           | لایپزیک   | ۱۹۰۴      |
| ۱۲   | آرنست هاردر          | لایپزیک   | ۱۹۱۵      |
| ۱۳   | رودی پارت            | اشتوتگارت | ۱۹۶۲      |

## ایتالیایی
- ترجمه قرآن به زبان ایتالیایی:

| ردیف | مترجم قرآن           | محل چاپ | تاریخ چاپ |
| ---- | -------------------- | ------- | --------- |
| ۱    | آندره آریوابنه       | ونیز    | ۱۵۴۷      |
| ۲    | کاوال وینچنزو کالزا  | باستیا  | ۱۸۴۴      |
| ۳    | آلفردو ویولانته      | رم      | ۱۹۱۲      |
| ۴    | اوگینو کامیلو برانشی | رم      | ۱۹۱۳      |
| ۵    | اکیلیو فراکاسی       | میلان   | ۱۹۱۴      |
| ۶    | لویگی بونلی          | میلان   | ۱۹۲۹      |
| ۷    | الکساندرو بوزانی     | فلورانس | ۱۹۵۵      |
| ۸    | مارتینو ماریو مورنو  | تورینو  | ۱۹۶۷      |
| ۹    | اولریک هپلی          | میلان   | ۱۹۸۳      |

## اسپانیایی
- ترجمه قرآن به زبان اسپانیایی:

| ردیف | مترجم قرآن                    | محل چاپ    | تاریخ چاپ |
| ---- | ----------------------------- | ---------- | --------- |
| ۱    | خوزه گربر روبلس               | مادرید     | ۱۸۴۴      |
| ۲    | ویسنتو اورتیزپوئبلا           | بارسلون    | ۱۸۷۲      |
| ۳    | بنینود مورجوندوی اورگار توندو | مادرید     | ۱۸۷۵      |
| ۴    | دخواکون گارسیا براوو          | بارسلون    | ۱۹۰۷      |
| ۵    | اولاً وریته برگوا              | مادرید     | ۱۹۳۱      |
| ۶    | سیف‌الدین رحال                 | بوینس آیرس | ۱۹۴۵      |
| ۷    | رافائل کاستلانوس              | بوینس آیرس | ۱۹۵۳      |
| ۸    | رافائل کان سینوس آسنس         | مادرید     | ۱۹۵۱      |
| ۹    | ایتالیو چیوسی                 | کپنهاک     | ۱۹۷۰      |
| ۱۰   | خولیو کورتس                   | مادرید     | ۱۹۷۹      |

## گرجی
- ترجمه قرآن به زبان گرجی:

| ردیف | مترجم قرآن        | محل چاپ | تاریخ چاپ |
| ---- | ----------------- | ------- | --------- |
| ۱    | پتر میریاناشویلی  |         | ۱۹۰۵      |
| ۲    | امامقلی باتوانی   |         |           |
| ۱۰   | گیورگی لوبژانیدزه | تفلیس   | ۲۰۱۳      |

## کردی
- ترجمه قرآن به زبان کردی:[۱][۲][۳][۴]

| ردیف | مترجم قرآن                              | محل چاپ | تاریخ چاپ    |
| ---- | --------------------------------------- | ------- | ------------ |
| ۱    | محمد قلی‌زاده (یا محمد کویی گالی زاده)   | بغداد   | ۱۹۷۱ میلادی  |
| ۲    | محمد خال (به‌نام «تفسیر خال»)            | بغداد   | ۱۹۷۹ میلادی  |
| ۳    | ملا عبدالکریم مدرس (به‌نام «تفسیر نامی») | ایران   | ۱۳۶۶ خورشیدی |
| ۴    | محمدصالح ابراهیمی                       | مشهد    | ۱۳۷۹ خورشیدی |
| ۵    | عبدالرحمان شرفکندی (به‌نام «قرآن پیروز») | تهران   | ۲۰۰۰ میلادی  |
| ۶    | ب‍ره‍ان م‍ح‍م‍دام‍ی‍ن ع‍ب‍دال‍ک‍ری‍م‌                            | تهران   | ۲۰۰۰ میلادی  |
| ۷    | صدیق صفی‌زاده                            | تهران   | ۱۳۸۸ خورشیدی |
| ۸    | مصطفی خرم‌دل                             | تهران   | ۱۳۹۲ خورشیدی |